# Karin Janzová
Karin Büttnerová-Janzová (* 17. února 1952 Lübben (Spreewald)) je německá lékařka a bývalá sportovní gymnastka. 
S gymnastikou začala pod vedením svého otce, pak se připravovala v mládežnickém středisku ve Forstu a v klubu SC Dynamo Berlín. V patnácti letech poprvé reprezentovala Německou demokratickou republiku na mistrovství Evropy ve sportovní gymnastice v Amsterdamu, kde získala stříbrnou medaili na bradlech a bronz v přeskoku. Na mexické olympiádě v roce 1968 obsadila druhé místo na bradlech a třetí místo v soutěži družstev. Na evropském šampionátu ve Švédsku v roce 1969 získala čtyři zlaté medaile za víceboj, bradla, přeskok a kladinu. V roce 1970 se stala mistryní světa na bradlech. Na Letních olympijských hrách 1972 v Mnichově vyhrála přeskok a bradla, byla druhá v individuálním i týmovém víceboji, třetí na kladině a čtvrtá v prostných. Je po ní pojmenován prvek při cvičení na bradlech salto Janzové. Získala Vlastenecký záslužný řád a v letech 1967 a 1972 byla zvolena východoněmeckou sportovkyní roku. Byla funkcionářkou organizace Deutscher Turn- und Sportbund.  
V roce 1973 oznámila, že končí s kariérou gymnastky a soustředí se na studium medicíny na berlínské Humboldtově univerzitě. Stala se specialistkou na ortopedii a pracovala v nemocnicích Charité a Vivantes. Spolu s Kurtem Schellnackem vyvinula v roce 1984 první umělou meziobratlovou ploténku, tzv. Charité-Disc. V roce 2005 získala mimořádnou profesuru. Založila nadaci Büttner-Janz Spinefoundation a byla předsedkyní Mezinárodní společnosti pro páteřní chirurgii.
V roce 2003 byla uvedena do Síně slávy gymnastiky a v roce 2011 do Síně slávy německého sportu. S bývalým sportovním funkcionářem Karl-Heinzem Büttnerem má jednoho syna, později se rozvedla a zveřejnila svoji lesbickou orientaci.